# Calyptrogyne ghiesbreghtiana
Calyptrogyne ghiesbreghtiana es una especie de palmera que se distribuye por América Central. 

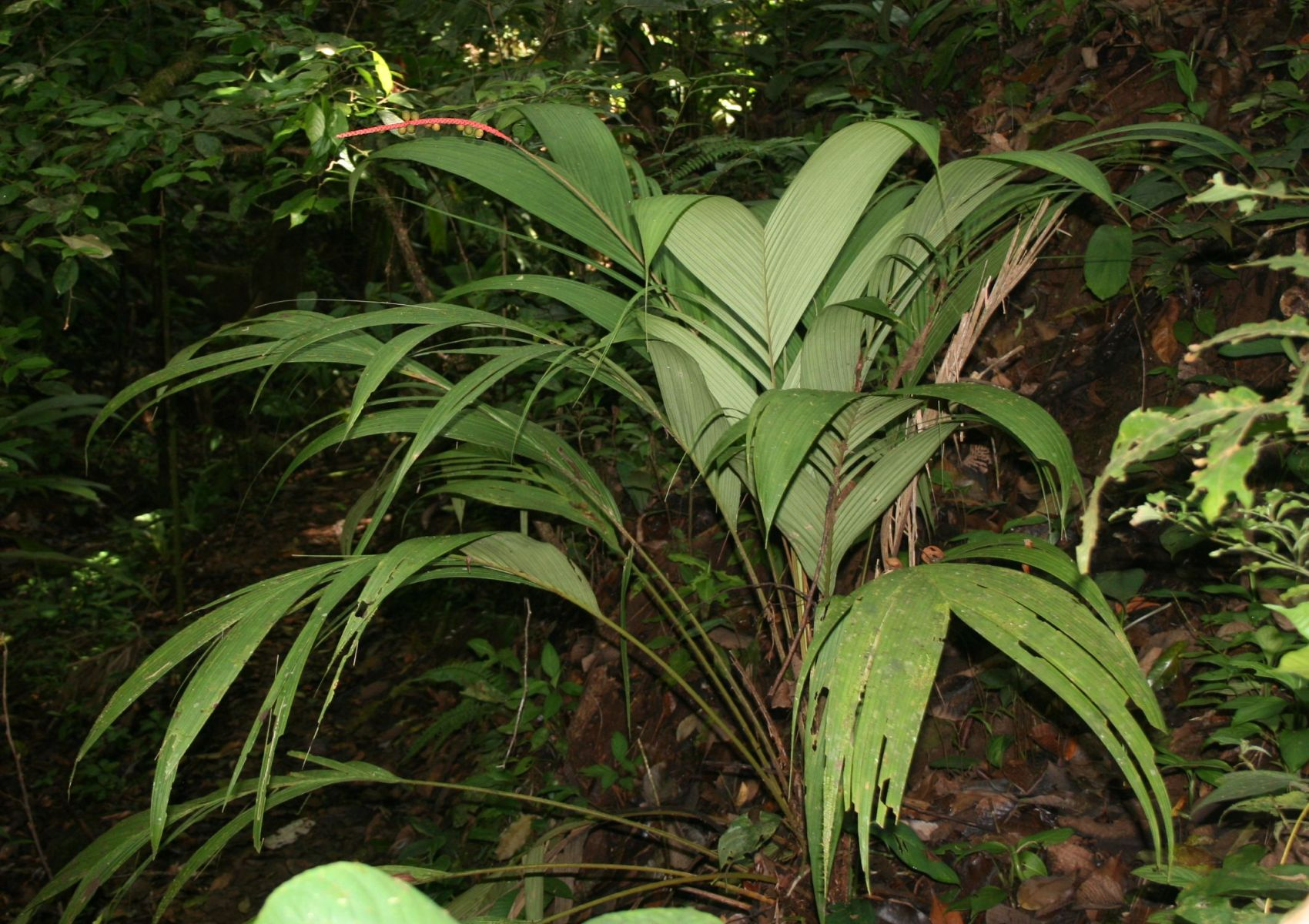
Vista de la planta

## Descripción
Es una palma sin tallo o de tallo corto, con un tronco de hasta 2 m de altura. La hojas son indivisas, o pinnadas con 3-9 foliolos, el foliolo terminal con un ápice bifurcado. Las flores se producen durante todo el año, con inflorescencia monoicas en posición vertical, con la separación temporal de las fases masculina y femenina. Las flores son polinizadas por murciélagos de la familia Phyllostomidae, porque las flores están hechas de un tejido dulce masticable (como la pulpa de una fruta) y que también son muy favorecidas por saltamontes (Tettigoniidae), cuya alimentación se reduce al número de flores disponibles para ser polinizadas.
La inflorescencia es anfitrión de una especie de ácaros (Acari), que viven y se reproducen en la inflorescencia y se traslada a otras inflorescencias nuevas, enganchadas en los murciélagos que visitan las flores. El comportamiento de parasitar otro animal para el transporte y no como alimento,  se le conoce como foresis. Un fenómeno similar que ha sido más ampliamente estudiado son los ácaros que viven en las flores visitadas por colibríes y que son foréticos de estas aves cuando visitan las flores.

## Distribución
Se encuentran en Belice, Costa Rica, Guatemala, Honduras, Golfo de México, Sureste de México y Nicaragua.

## Taxonomía
Calyptrogyne ghiesbreghtiana fue descrita por (Linden & H.Wendl.) H.Wendl. y publicado en Botanische Zeitung (Berlin) 17(8): 72, en el año 1859. (25 Feb 1859)
Etimología
Calyptrogyne: nombre genérico que deriva de las palabras griegas antiguas: kalyptra = "capucha" y gyne = "mujer, femenina" y se refiere al capote inclinado como una corona de las flores femeninas.
Sinonimia
- Calyptrogyne spicigera (K.Koch) Oerst.
- Chamaedorea ghiesbreghtiana hort.
- Geonoma ghiesbreghtiana Linden & H.Wendl.[3]